# Корте (Империја)
Корте (итал. Corte) је насеље у Италији у округу Империја, региону Лигурија.
Према процени из 2011. у насељу је живело 49 становника. Насеље се налази на надморској висини од 684 м.